# Terezinha Nunes
Terezinha Nunes (3 de outubro de 1947) é psicóloga e acadêmica clínica anglo-brasileira, especializada em alfabetização e numeracia infantil, e aprendizagem de crianças surdas. Desde 2005, ela é professora de estudos educacionais na Universidade de Oxford e fellow do Harris Manchester College, em Oxford.
Nunes já lecionou na Universidade Federal de Minas Gerais e na Universidade de Pernambuco; ambos no Brasil. Ela então se mudou para o Reino Unido, onde lecionou no Instituto de Educação da Universidade de Londres (tornando-se Professora de Educação, Desenvolvimento Infantil e Aprendizagem) e na Oxford Brookes University (como professora de psicologia e chefe de departamento). Ela então se mudou para a Universidade de Oxford.
Em 2017, a professora recebeu o prêmio Hans Freudenthal da Comissão Internacional de Instrução Matemática.

## Publicações
- Nunes, Terezinha; Schliemann, Analucia Dias; Carraher, David William (1986). Na Vida Dez , Na Escola Zero. São Paulo: Editora Cortez. ISBN 85-249-0112-8
- Nunes, Terezinha; Schliemann, Analucia Dias; Carraher, David William (1993). Street mathematics and school mathematics. Cambridge: Cambridge University Press. ISBN 978-0521381161
- Nunes, Terezinha; Bryant, Peter (1996). Children doing mathematics. Oxford: Blackwell. ISBN 978-0631184720
- Nunes, Terezinha; Bryant, Peter, eds. (2006). Improving literacy by teaching morphemes. London: Routledge. ISBN 978-0415383127
- Nunes, Terezinha; Bryant, Peter (2009). Children's reading and spelling: beyond the first steps. Chichester: Wiley-Blackwell. ISBN 978-0631234036